# Stade rochelais
Lo Stade rochelais, spesso indicato semplicemente come La Rochelle, è un club francese di rugby a 15 di La Rochelle.
Esso milita nel massimo campionato nazionale francese, il Top 14.
Lo stadio utilizzato dalla squadra porta il nome di Marcel Deflandre, presidente del club al momento della fusione tra i club di rugby a 13 e a 15 della città, imposto dal Regime di Vichy. Oppose resistenza, fu arrestato e fucilato dalla Gestapo nel gennaio 1944 a Bordeaux.
Il motto della squadra è «Une faim sans fin» (trad. "Una fame senza fine").

## Titoli
- Champions Cup: 2
2021-22, 2022-23
- Coppe di Francia: 2
2002, 2003

## Giocatori di rilievo
I seguenti giocatori hanno rappresentato la loro nazionale alla Coppa del Mondo di rugby mentre giocavano per La Rochelle:
- 2015:  Uini Atonio,  Levani Botia,  Kini Murimurivalu,
- 2019:  Grégory Alldritt,  Vincent Rattez,  Levani Botia,  Kini Murimurivalu,
- 2023:  Pierre Bourgarit,  Uini Atonio,  Reda Wardi,  Grégory Alldritt,  Paul Boudehent,  Antoine Hastoy,  Jonathan Danty,  Will Skelton,  Levani Botia,  Joel Sclavi,  Ulupano Seuteni